# أنتونوف أن-72

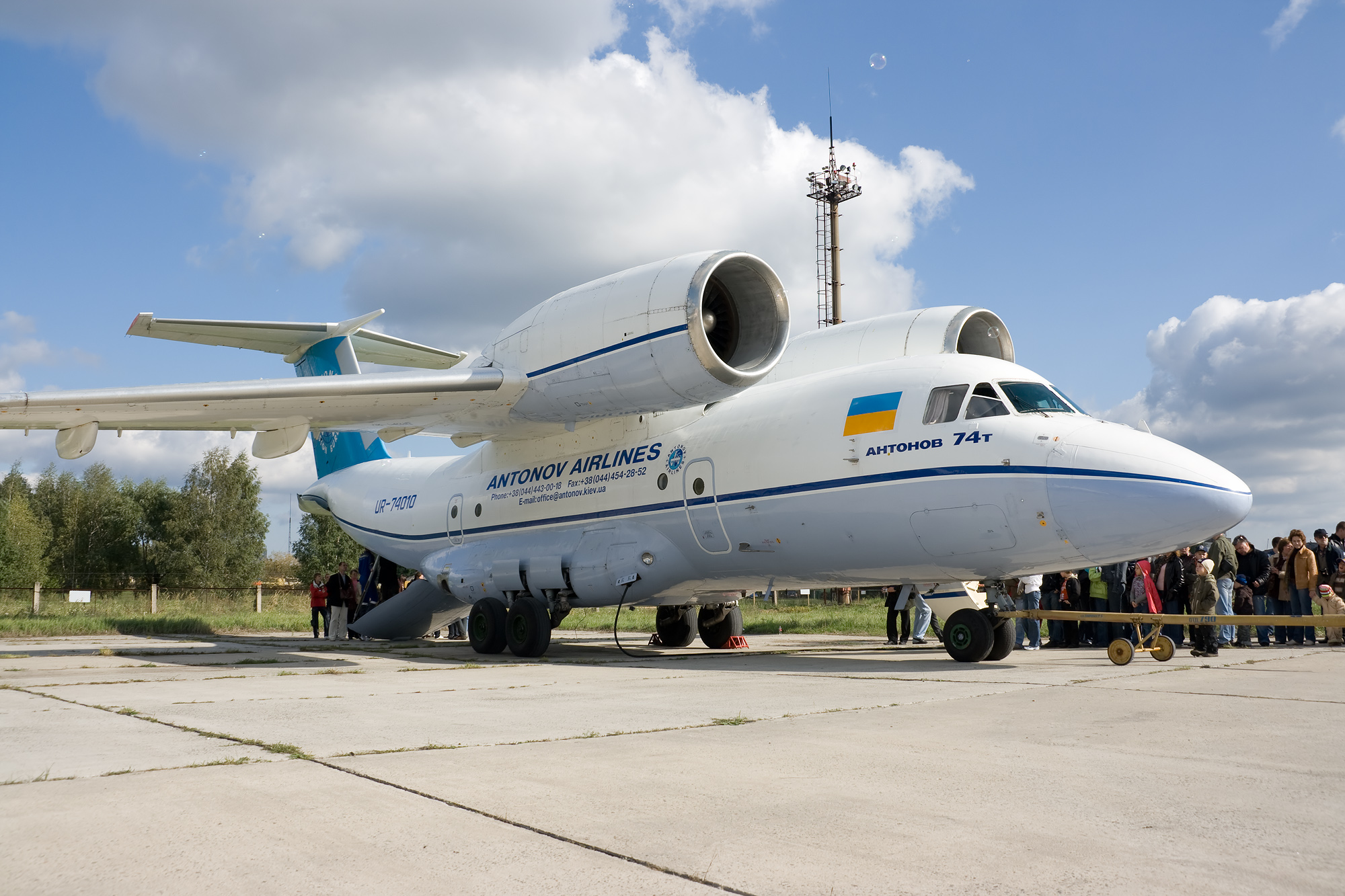
طائرتان أنتونوف أن-74 في مطار جوستوميل (مطار أنتونوف).

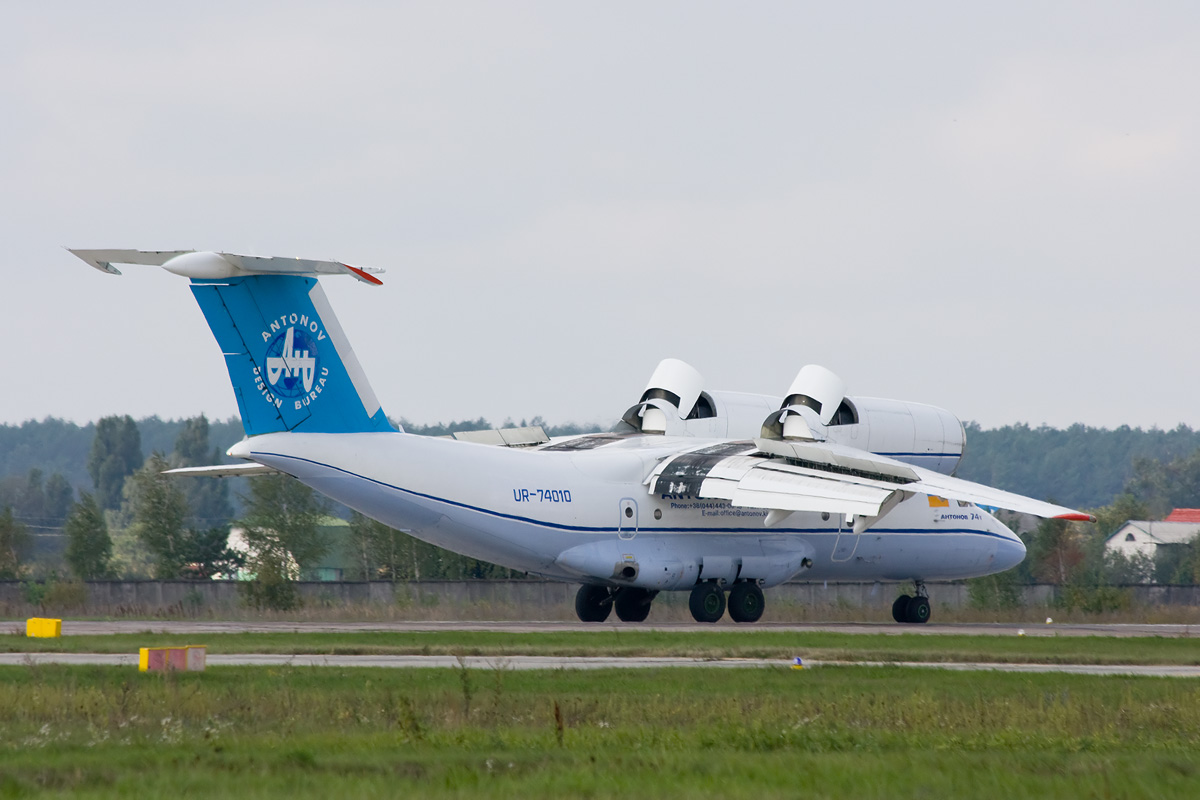
الطائرة تستخدم عاكس الدفع الخاص بمحركاتها.

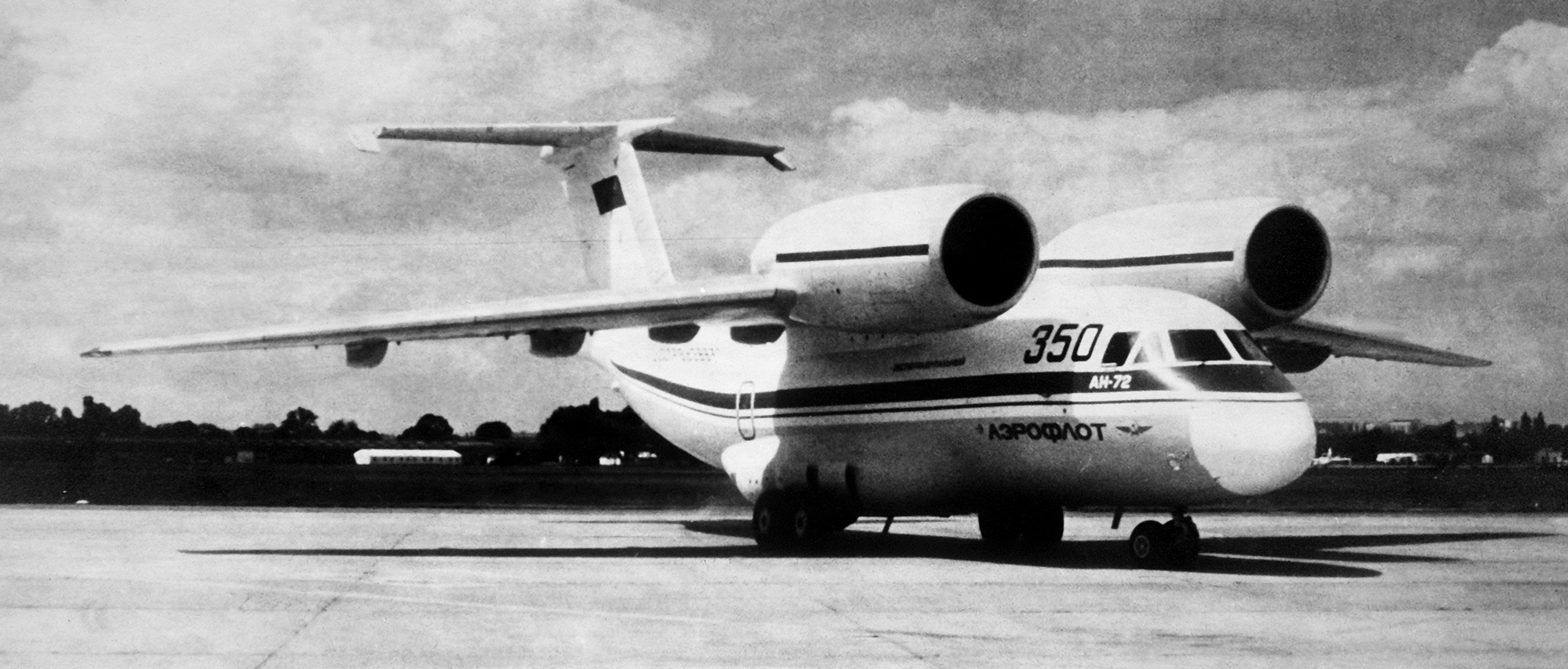
الطائرة أنتونوف أن-72 تابعة للإتحاد السوفيتي.

أنتونوف أن-72 (لقب تعريف الناتو :Coaler، كولير) هي طائرة نقل جوي صنعت بواسطة شركة أنتونوف أبان الإتحاد السوفيتي لكي تحل محل الطائرة أنتونوف أن-26 ولكن الطائرة حققت نجاحاً باهراً تجارياً. الطائرة تتمتع بتقنية الإقلاع والهبوط القصير «ستول».

## طرازات
- إيه إن - 72 (An-72): طراز أولي قبل التصنيع الفعلي.
- إيه إن - 72 إيه (An-72A): طراز الإنتاج الأساسي. زيد فيه طول جسم الطائرة ،و المسافة بين الجناحين.
- إيه إن - 72 إيه تي (An-72AT): طراز خاص للشحن جهز للتكيف مع الحجم القياسي للحاويات.
- إيه إن - 72 إس (An-72S): في هذا الطراز حولت الطائرة إلي طائرة خاصة. يحتوي الطزار علي 3 كبائن مفصوله عن بعضها البعض. الكبينة الخلفية تحتوي علي 24 كرسي بأذرع.
- إيه إن - 72 بيه (An-72P): دورية بحرية.
- إيه إن - 74 (An-74): طراز مصمماً خصيصاً لتحمل ظروف القطب الشمالي الجوية القاسية. يمكن تركيب زحافات بهذا الطراز كما زيد فيه حمولة الوقود. يمكن التعرف على هذا الطراز مبجرد النظر عن طريق ملاحظة البثور علي جانبي الطائرة بسبب خزانات الوقود وتوسيعة جوف الطائرة.
- إيه إن - 74 إم بيه (An-74MP): طراز للدوريات البحرية. يستطيع هذا الطراز حمل 44 جندي ،و 22 مظلي ،و 16 سرير مع طاقمهم الطبي أو شحنة زنة 10 طن.
- إيه إن - 74 تي (An-74T).
- إيه إن - 74 دي (An-74D).
- إيه إن - 74 - 100.
- إيه إن - 74 - 200.
- إيه إن - 74 تي كاه - 100 (An-74TK-100).
- إيه إن - 74 تي كاه - 200 (An-74TK-200).
- إيه إن - 74 تي كاه - 200 سي (An-74TK-200C).
- إيه إن - 74 تي - 200 (An-74T-200): طائرة نقل عسكري.
- إيه إن - 74 تي - 200 إيه (An-74T-200A): طائرة نقل عسكري.
- إيه إن - 74 تي كاه - 300 (An-74TK-300).
- إيه إن - 74 تي كاه - 300 دي (An-74TK-300D).

## المستخدمون

### مدنيون
في أغسطس 2006 كان إجمالي عدد الطائرات أنتونوف أن-72 و 74 التي في الخدمة المدنية 51 طائرة. من المستخدمين البارزين خطوط طيران جازبرومافيا الروسية بإثنا عشر طائرة، وخطوط طيران بدر السودانية بثلاثة طائرات. هناك عشرون مستخدم مدني آخر مستخدمين أعداد أقل من الطائرات.
- أوكرانيا
  - خطوط طيران أنتونوف - (طائرة واحدة).
- أرمينيا
  - طيران أرمينيا - (3 طائرات).
- إستونيا
  - إينيمكس - (5 طائرات).
- روسيا
  - خطوط طيران جازبرومافيا - (12 طائرة).
- الاتحاد السوفيتي
  - الخطوط الجوية الروسية.
- السودان
  - خطوط طيران بدر - (3 طائرات).
  - مصرالخطوط الجوية المصرية مصرللطيران 37 طاءرة

### عسكريون
- مصر
  - القوات الجوية المصرية - (3 + 6 تحت الطلب).
- جورجيا
  - القوات الجوية الجورجية
- إيران
  - القوات الجوية الإيرانية - 12 طائرة طراز (An-74TK-200).
- مولدوفا
  - القوات الجوية المولدافية - 2.
- روسيا
  - القوات الجوية الروسية
- أوكرانيا
  - القوات الجوية الأوكرانية - 26.

## المواصفات
تلك هي مواصفات الطراز أن-72 بيه (An-72P).

### الصفات العامة
- الطاقم: 3.
- القدرة الاستيعابية: 32-58 راكب.
- الطول: 26.58 متر.
- المسافة بين الجناحين: 25.83 متر.
- الارتفاع : 8.24 متر.
- مساحة الأجنحة: 98.62 متر².
- الوزن فارغة: 7,500 كجم.
- الوزن محملة: 19,050 كجم.
- أقصى وزن محملة: 33,000 كجم.
- المحرك: محركان تربوفان من نوع (Lotarev D-36) يعطي الواحد قوة دفع 63.7 كيلو نيوتن.

### الأداء
- السرعة القصوى: 705 كيلومتر/ساعة.
- سرعة العبور: 600 كيلومتر/ساعة علي ارتفاع 10,000 متر.
- المدى: 4,800 كيلومتر.
- أقصى ارتفاع: 11,800 متر.

### التسليح
- رشاشات: رشاش 23 مم.
- صواريخ: صاروخ واحد تحت كل جناح نوع (UB-32M).
- قنابل: 4 قنابل زنة 100 كجم تحمل داخل الطائرة.